# Tropischer Sturm Bilis
Der Schwere Tropische Sturm Bilis, auf den Philippinen auch unter dem lokalen Namen Tropischer Sturm Florita bekannt, war ein schwacher tropischer Wirbelsturm, der im Juli 2006 über dem Südchinesischen Meer entstand und auf den Philippinen, Taiwan sowie im Südosten der Volksrepublik China starke Schäden verursachte. Der Name Bilis war von den Philippinen vorgeschlagen worden und bedeutet auf Tagalog so viel wie „Geschwindigkeit“ oder „Schnelligkeit“.
Zwar hat Bilis nie offiziell die Stärke eines Taifuns erreicht, dennoch verursachte der Sturm Sachschäden in Höhe von $4,4 Milliarden US-Dollar (in Preisen von 2006), und die Auswirkungen des Sturms töteten 859 Menschen auf den Philippinen, Taiwan und in der Volksrepublik China. Der Großteil des Schadens geht auf Starkregen und dadurch ausgelöste Sturzfluten und Erdrutsche zurück. Ein Großteil der von Bilis betroffenen Gebiete wurde später auch durch die Taifune Kaemi, Prapiroon und Saomai in Mitleidenschaft gezogen.

## Verlauf

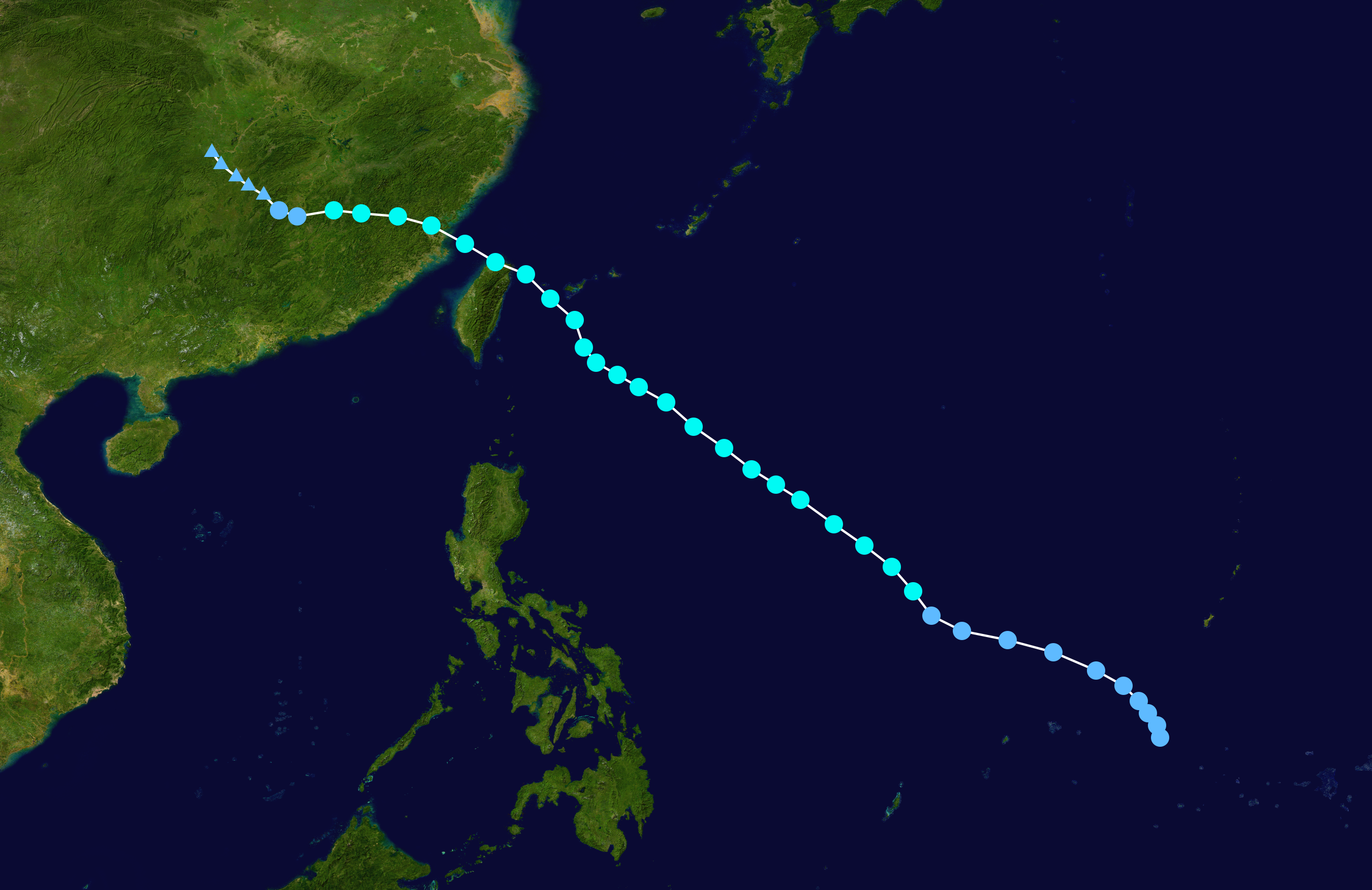
Zugbahn von Bilis

Am 7. Juli entwickelte sich nordöstlich von Yap eine tropische Störung, die langsam an Organisierung zunahm. Das Joint Typhoon Warning Center (JTWC) gab später an dem Tag einen Tropical Cyclone Formation Alert aus, als sich die Störung nach Nordwesten bewegte. Diese hatte am 8. Juli ausreichend Konvektion gebildet, um als tropisches Tiefdruckgebiet klassifiziert zu werden. Die Depression nahm weiter an Stärke zu und wurde von der Japan Meteorological Agency (JMA) am 9. Juli zum Tropischen Sturm Bilis erklärt. Das JTWC stufte Bilis erst einige Stunden später als tropischen Sturm ein. Am 10. Juli erreichte das System den Verantwortungsbereich der Philippine Atmospheric, Geophysical and Astronomical Services Administration (PAGASA) und erhielt den lokalen Namen Florita.
Im Verlauf der nächsten Tage bewegte sich Bilis generell in nordwestlicher Richtung auf Taiwan zu, wobei er sich über den offenen Gewässern des Ozeans langsam verstärkte. Bilis wurde am 11. Juli durch die JMA zu einem schweren tropischen Sturm hochgestuft, doch aufgrund nur marginaler Höhenströmung und des Einfließens trockener Luft intensivierte sich der Sturm in der Folge nur noch kaum. PAGASA stufte das System am 12. Juli als Taifun ein, doch das RSMC hat den Sturm zu keiner Zeit in seinen offiziellen Verlautbarungen das System als solchen bezeichnet. Bilis erreichte seinen Höhepunkt offiziell mit einer zehnminütigen Windgeschwindigkeit von 60 Knoten (110 km/h) später an diesem Tag.
Nach dem ersten Landfall von Bilis im Norden der Insel Taiwan am 13. Juli mit einer Windgeschwindigkeit von 55 kn (100 km/h) gelangte der Sturm zum zweiten und letzten Mal in der chinesischen Provinz Fujian am 14. Juli mit unveränderter Intensität an Land. Über Land schwächte sich der Sturm am nächsten Tag zu einem tropischen Tiefdruckgebiet ab, das bis zum 16. Juli als solches über dem südöstlichen China lag, als es sich in ein Resttief abschwächte. Die JMA führte das System allerdings noch bis zum 17. Juli als tropisch; das Resttief von Bilis konnte seine Identität noch einige Tage erhalten, während es westwärts durch China zog und im Binnenland Starkregenfälle erzeugte.

## Vorbereitungen

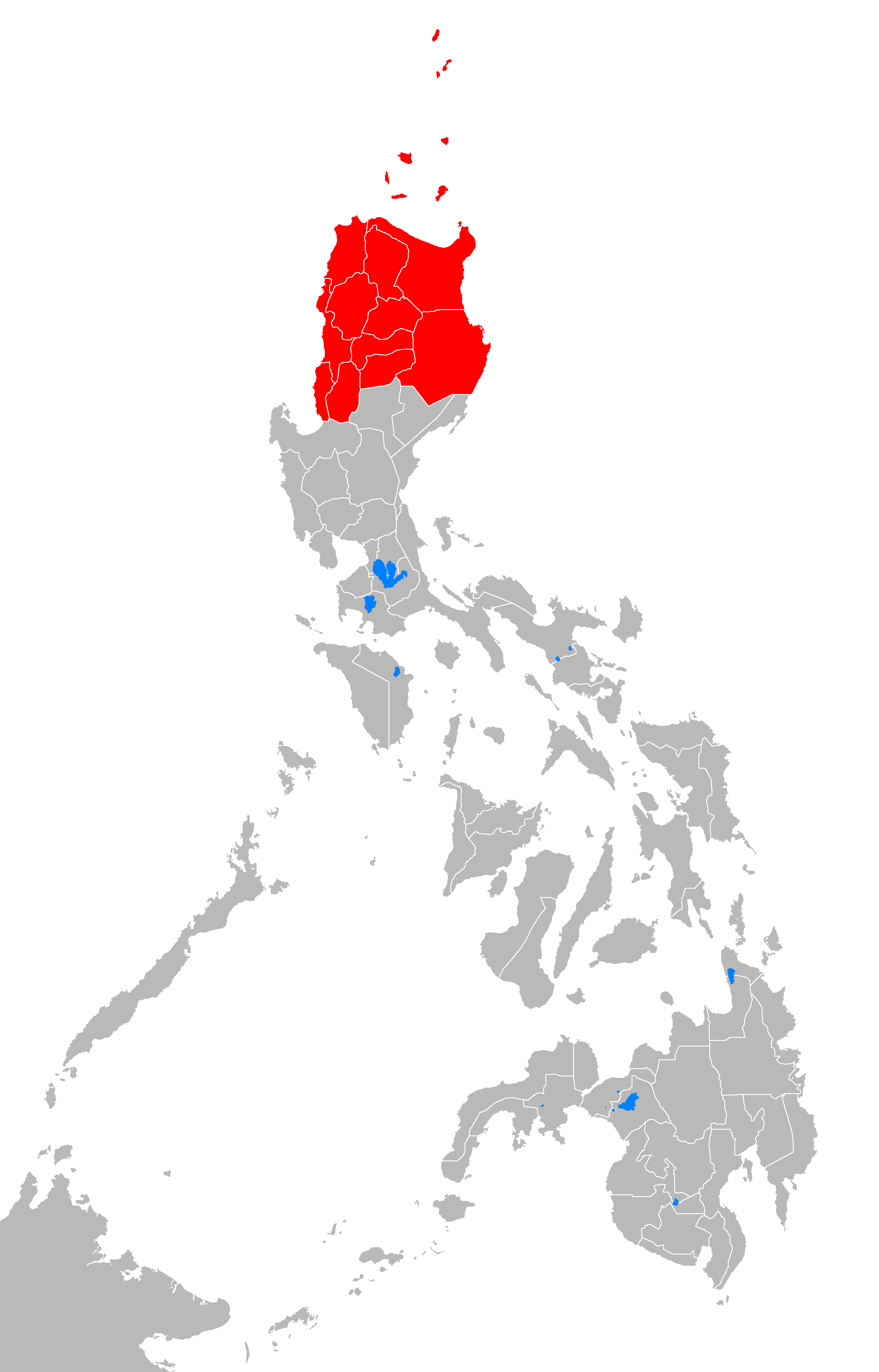
Provinzen der Philippinen, für die öffentliche Sturmwarnungen vor „Florita“ ausgegeben wurden

Am 13. Juli gab PAGASA für die Batan-Inseln und die Babuyan-Inseln das Sturmsignal Nummer 3  aus, eine Warnung vor Winden mit Geschwindigkeiten von 100 bis 185 km/h. Das Sturmsignal Nummer 2, für Windgeschwindigkeiten zwischen 60 und 100 km/h galt für den Norden von Luzon mit dem Rest von Cagayan sowie Ilocos Norte und Apayao. Sturmsignal Nummer 1 (Windgeschwindigkeiten von 30 bis 60 km/h) galt für das zentrale Luzon, darunter dem Großteil der Cordillera Administrative Region und der nördliche Teil der Ilocos-Region. Schulen und Regierungsbüros in diesen Gebieten wurden geschlossen.
In der Provinz Fujian gab die Wetterbehörde am 11. Juli, rechtzeitig vor dem Eintreffen von Bilis, eine Taifunwarnung heraus. Infolge der Warnung brachten die Behörden mehr als 800.000 Bewohner von Hunan und 70.000 weitere aus Zhejiang weg. Außerdem wurden 256.000 Fischer und Arbeiter von den Küstengebieten im Südosten Chinas evakuiert sowie etwa 220.000 Fischerboote in die Häfen zurückbeordert. In Shanghai führten die Evakuierungen zu deutlichen Verspätungen im Eisenbahn- und Reisebusverkehr, und mehr als 220 Flüge wurden vor und während des Sturms gestrichen.

## Auswirkungen

### Philippinen
Die stärksten Winde und Regenfälle wurden südlich und westlich des Zentrums von Bilis' beobachtet, und die äußeren Regenbänder des Sturms wischten über Luzon hinweg, wo Starkregen, Windböen in Sturmstärke, Sturzfluten und Erdrutsche auftraten. Bilis war verantwortlich für einen Sachschaden von 45 Millionen Pesos und den Verlust von mindestens 14 Menschenleben, darunter drei in Baguio City und sechs weitere in Manila.

### Taiwan
Die Sachschäden auf Taiwan waren aufgrund der raschen Bewegung von Bilis über die Nordküste der Insel gering. Die Regierung der Republik China meldete vier Opfer; dabei handelte es sich bei zwei Personen um Fischer vom chinesischen Festland, deren Boot bei den Matsu-Inseln auf Grund gelaufen war.

### Volksrepublik China

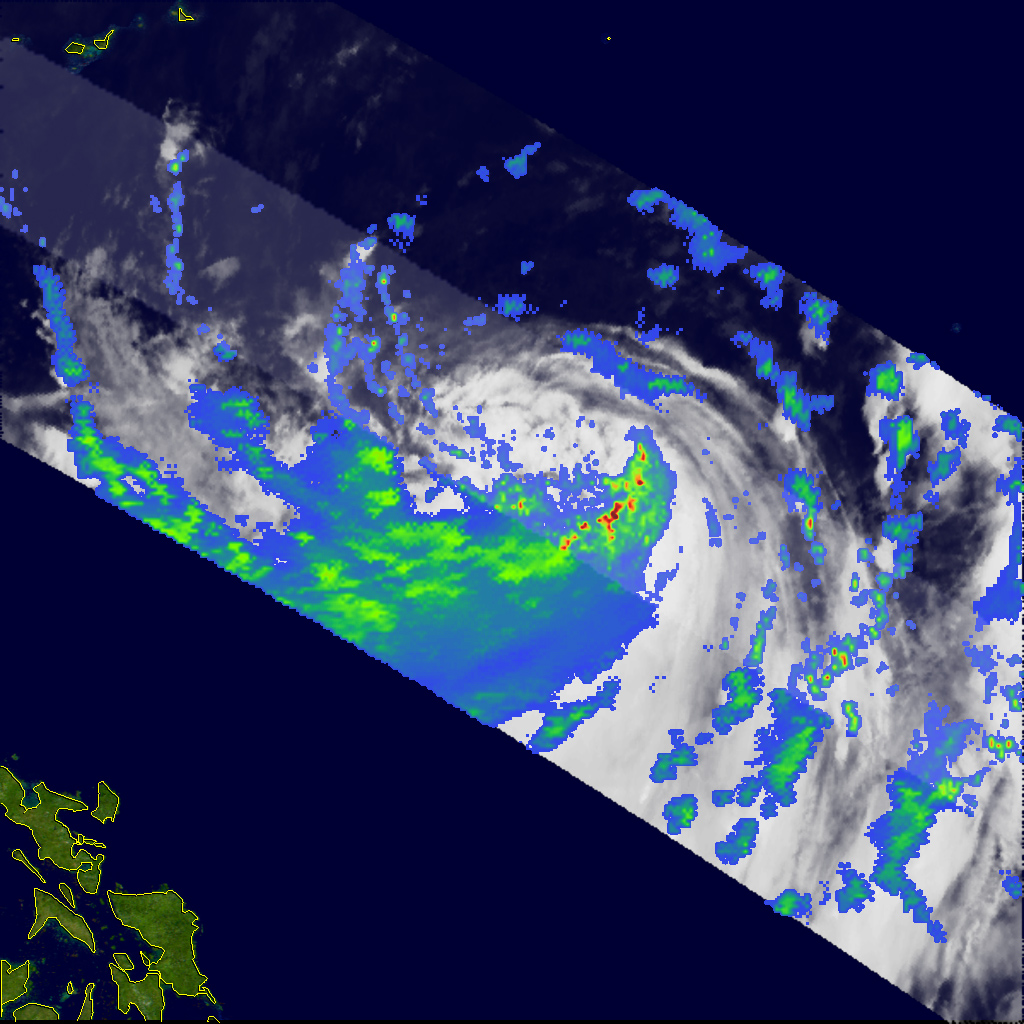
TRMM-Bild von Bilis, erkennbar ist die asymmetrische Verteilung der Niederschläge

Der letzte Landfall des Sturms erfolgte in der Provinz Fujian, weswegen diese chinesische Provinz am stärksten von dem tropischen Sturm betroffen war. Insgesamt verursachten der Sturm und seine Auswirkungen 92 Tote und drei Milliarden Renminbi Sachschaden, zumeist durch Überschwemmungen. Schulen und touristische Ziele in der Provinz wurden für mehrere Tage geschlossen. Insgesamt waren in der Provinz 4.028.000 Personen auf einer Fläche von 17.597 km2 betroffen, und etwa 519.000 Einwohner wurden evakuiert.
In den Fluten ertranken 39 Menschen im östlichen Guangxi und 183 weitere in Guangdong. Acht weitere Personen wurden durch eine Sturzflut in Yunnan getötet, die die Behausungen von Straßenarbeitern wegspülte. Eine Wetterstation in Huizhou in Guangdong meldete 360,6 mm Niederschlag innerhalb von fünf Stunden.  In Zhejiang verursachten Starkwinde und Starkregen Sachschäden in Höhe von 694 Million Renminbi. Im Kreis Dongtou wurde eine Windbö mit 43,1 m/s (155 km/h) gemessen.

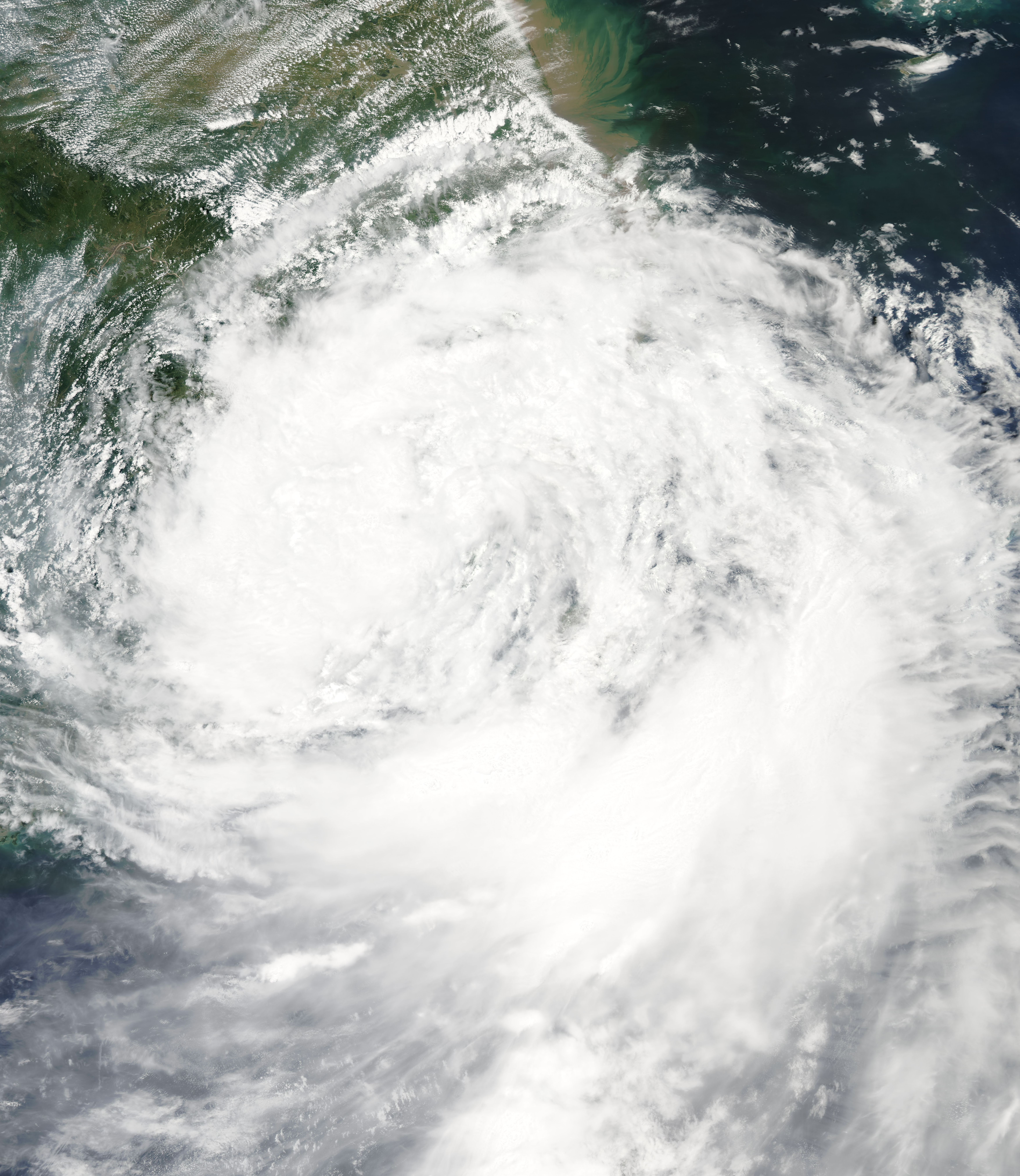
Schwerer Tropischer Sturm Bilis am 14. Juli über Ostchina

Mehrere Abschnitte der Haupteisenbahnstrecke Peking-Guangzhou wurden durch Überschwemmungen und Erdrutsche blockiert, wodurch Verspätungen und Umleitungen verursacht wurden. Ein Zug wurde in Lechang von Flutwasser eingeschlossen, so dass die Reisenden in einer nahen Schule untergebracht wurden. Mindestens 274 Züge waren beeinträchtigt, und die Bahngesellschaft ersetzte fast zwei Millionen Fahrscheine. Der Betrieb auf der Strecke wurde am 18. Juli wiederaufgenommen.
Signifikante Schäden entstanden auch in der Provinz Hunan, wo schwere Überschwemmungen und Erdrutsche mehr als 31.000 Häuser zerstörten und 526 Personen ums Leben kamen. Der Großteil davon geschah in dem Dorf Zixing, wo nach Angaben örtlicher Behörden die Überschwemmungen die schlimmsten seit einhundert Jahren waren und die Zahl der Toten als „nie dagewesen“ bezeichnet wurden. Insgesamt werden den Auswirkungen von Bilis 843 bestätigte Tote zugerechnet, 208 Personen blieben vermisst. Im Südosten Chinas entstand insgesamt ein Sachschaden von 4,4 Milliarden US-Dollar.

## Folgen
Infolge von Bilis und den damit ausgelösten Überschwemmungen wurden über 400.000 Bewohner obdachlos und mehr als zwei Millionen mussten angesichts steigender Wasserstände evakuiert werden.
Das Rote Kreuz von China versorgte mehr als 100.000 Bewohner der Provinz Hunan, die in Evakuierungszentren gekommen waren, mit Lebensmitteln, Decken sowie Geräten für die Wasseraufbereitung. Die Hilfsmaßnahmen wurden beeinträchtigt durch das Erdbeben am 22. Juli 2006 in Yunnan sowie die drei weiteren Taifune, Kaemi, Prapiroon und Saomai. All diese Stürme waren stärker als Bilis und verschärften die Überschwemmungen und anderen Probleme in der Region.
Wegen der plötzliche starken Erhöhung der Zahl der gemeldeten Toten in Hunan binnen weniger Stunden beschuldigten chinesische Regierungsmitglieder örtliche Behörden der Vertuschung von Schäden und Opferzahlen. Das Ministerium für Zivilschutz entsandte ein Team nach Hunan, um die Anschuldigungen zu überprüfen und kündigten an, jeden zur Verantwortung zu ziehen, der an Vertuschungen beteiligt ist.
Das Chinesische Amt für Meteorologie gab in einer Presseerklärung nach dem Sturm vier Gründe für die ausgiebigen Schäden an. Erstens verringerte der Sturm nach dem Landfall seine Zuggeschwindigkeit und behielt seine Intensität für 120 Stunden bei. Zweitens war der Sturm asymmetrisch, und die Niederschläge konzentrierten sich auf den südlichen Halbkreis, während er etwas südlich von genau westwärts zog. Außerdem interagierte der Sturm mit dem aktiven Monsun über dem Südchinesischen Meer, und das Hong Kong Observatory meldete einen neuen 60-Minuten-Niedderschlagsrekord von 115,1 mm. Schließlich war das Gebiet durch vorherige Niederschläge bereits regengesättigt und deswegen anfälliger für Überschwemmungen.

Beim 39. jährlichen Treffen des ESCAP/WMO Typhoon Committees in Manila im Dezember 2006 wurde der Name Bilis gemeinsam mit vier weiteren Namen von der Liste der Namen tropischer Wirbelstürme gestrichen. Im Dezember 2007 wählte das Komitee den Namen Maliksi aus, der Bilis ersetzen würde.